# Canadian Hockey League
Die Canadian Hockey League (kurz: CHL, frz. Ligue canadienne de hockey, kurz: LCH) ist der Dachverband der drei erstklassigen kanadischen Junioren-Eishockeyligen. Ihr unterstehen die Ligue de hockey junior majeur du Québec (LHJMQ), Ontario Hockey League (OHL) und Western Hockey League (WHL).
Spielberechtigt sind Spieler zwischen 15 und 20 Jahren, wobei sich das Spielrecht nicht auf Kanadier beschränkt, aber diese die weite Mehrheit der Spieler bilden. Jedes Team hat jedoch die Möglichkeit, drei Spieler einzusetzen, die beim Saisonstart mindestens 20 Jahre alt sind. Diese werden als Overage-Junioren bezeichnet. Europäische Spieler werden über den CHL Import Draft in die Ligen aufgenommen. 52 kanadische und 8 US-amerikanische Teams spielen in der Ontario Hockey League, der Ligue de hockey junior majeur du Québec und der Western Hockey League. Nach Abschluss der Saison spielen die Meister der genannten Ligen sowie der Gastgeber des Turniers den Memorial Cup aus.
Der Sportverband mit Sitz in Scarborough, Ontario, wurde 1975 gegründet.